# Celestina Cordero
Celestina Cordero y Molina (San Juan, 6 de abril de 1787 – ibidem, enero de 1862) fue una educadora puertorriqueña. Tradicionalmente se dice que ella fundó la primera escuela para niñas en su ciudad natal. Sin embargo, había escuelas para niñas en Puerto Rico al menos desde el siglo XVII. Asimismo, hay constancia de que ya hubo maestras negras antes de ella.

## Trayectoria
Fue la segunda de tres hijos de Lucas Cordero y Rita Molina. Su hermana mayor se llamaba Gregoria y su hermano menor fue el reconocido maestro Rafael. Su padre era un artesano negro libre.

## Educador
Celestina abrió, en 1802, una escuela de amiga en San Juan, donde enseñó de forma gratuita. Todo parece indicar, que lo hizo como ejercicio de la obra de misericordia: enseñar al que no sabe. Esta práctica religiosa caritativa la ejercieron también sus padres y su hermano Rafael, así como otras mujeres en Puerto Rico.Posteriormente pidió ser maestra de una escuela del gobierno para poder sostenerse económicamente. En 1820 el gobierno accedió a su petición.

## Legado
Celestina Cordero nunca se casó y murió en su casa en San Juan enero de 1862 siendo sepultada el día 18 del mismo mes. 